# Tourenwagen-Weltmeisterschaft 2007
Die Tourenwagen-Weltmeisterschaft 2007 begann am 11. März in Curitiba (Brasilien) und endet am 18. November in Macau.

## Teams und Fahrer
| Fahrer               | Nat.                   | Team                     | Auto              |
| -------------------- | ---------------------- | ------------------------ | ----------------- |
| James Thompson       | Vereinigtes Konigreich | N.Technology             | Alfa Romeo 156    |
| Olivier Tielemans    | Niederlande            | N.Technology             | Alfa Romeo 156    |
| Andy Priaulx         | Vereinigtes Konigreich | BMW Team UK              | BMW 320si         |
| Augusto Farfus       | Brasilien              | BMW Team Germany         | BMW 320si         |
| Jörg Müller          | Deutschland            | BMW Team Germany         | BMW 320si         |
| Alessandro Zanardi   | Italien                | BMW Team Italy-Spain     | BMW 320si         |
| Félix Porteiro       | Spanien                | BMW Team Italy-Spain     | BMW 320si         |
| Robert Huff          | Vereinigtes Konigreich | Chevrolet                | Chevrolet Lacetti |
| Nicola Larini        | Italien                | Chevrolet                | Chevrolet Lacetti |
| Alain Menu           | Schweiz                | Chevrolet                | Chevrolet Lacetti |
| Jordi Gené           | Spanien                | Seat Sport               | Seat Leon         |
| Yvan Muller          | Frankreich             | Seat Sport               | Seat Leon         |
| Michel Jourdain jr.  | Mexiko                 | Seat Sport               | Seat Leon         |
| Gabriele Tarquini    | Italien                | Seat Sport               | Seat Leon         |
| Tiago Monteiro       | Portugal               | Seat Sport               | Seat Leon         |
| Roberto Colciago     | Italien                | Seat Sport Italia        | Seat Leon         |
| Tom Coronel          | Niederlande            | GR Asia                  | Seat Leon         |
| Emmet O’Brien        | Irland                 | GR Asia                  | Seat Leon         |
| Pierre-Yves Corthals | Belgien                | Exagon                   | Seat Leon         |
| Stefano d’Aste       | Italien                | Wiechers-Sport           | BMW 320si         |
| Luca Rangoni         | Italien                | Proteam Motorsport       | BMW 320si         |
| Sergio Hernández     | Spanien                | Proteam Motorsport       | BMW 320si         |
| Miguel Freitas       | Portugal               | Racing for Belgium       | Alfa Romeo 156    |
| Lew Fridman          | Russland               | Russian Bears Motorsport | BMW 320si         |
| Jewgeni Selenow      | Russland               | Russian Bears Motorsport | BMW 320si         |
| Wiktor Schapowalow   | Russland               | Russian Bears Motorsport | BMW 320si         |

## Dieselfahrzeuge
Ab dem siebten Lauf im schwedischen Anderstorp waren an der Meisterschaft zwei dieselbetriebene Seat Leon beteiligt, die von Jordi Gené und Yvan Muller gefahren wurden. Bei dem ersten Auftreten waren diese Autos im Qualifying langsamer, als die Seat mit Benzinmotor, wobei die Dieselfahrzeuge 30 kg schwerer waren. Im Rennen selbst waren sie bis auf den sechsten Platz von Muller im ersten Lauf chancenlos. Beim folgenden Rennen in Oschersleben gewann Muller das erste der beiden Rennen, wobei es sich um den ersten Sieg eines dieselbetriebenen Fahrzeuges in einer offiziellen Weltmeisterschaft überhaupt handelte. Im zweiten Lauf belegte Gené Rang drei, Muller Rang fünf.

## Ergebnisse und Wertungen

### Kalender
|         | Datum         | Rennen         | Strecke      | Pole-Position     | Platz 1           | Platz 2           | Platz 3            |
| ------- | ------------- | -------------- | ------------ | ----------------- | ----------------- | ----------------- | ------------------ |
| 1 & 2   | 11. März      | Brasilien      | Curitiba     | Jörg Müller       | Jörg Müller       | Andy Priaulx      | Augusto Farfus     |
| 1 & 2   | 11. März      | Brasilien      | Curitiba     | Jörg Müller       | Augusto Farfus    | Andy Priaulx      | Jörg Müller        |
| 3 & 4   | 6. Mai        | Niederlande    | Zandvoort    | Alain Menu        | Alain Menu        | Nicola Larini     | Luca Rangoni       |
| 3 & 4   | 6. Mai        | Niederlande    | Zandvoort    | Alain Menu        | Gabriele Tarquini | Augusto Farfus    | Jörg Müller        |
| 5 & 6   | 20. Mai       | Spanien        | Valencia     | James Thompson    | James Thompson    | Nicola Larini     | Yvan Muller        |
| 5 & 6   | 20. Mai       | Spanien        | Valencia     | James Thompson    | James Thompson    | Jörg Müller       | Andy Priaulx       |
| 7 & 8   | 3. Juni       | Frankreich     | Pau          | Alain Menu        | Alain Menu        | Yvan Muller       | Tiago Monteiro     |
| 7 & 8   | 3. Juni       | Frankreich     | Pau          | Alain Menu        | Augusto Farfus    | Andy Priaulx      | Tiago Monteiro     |
| 9 & 10  | 17. Juni      | Tschechien     | Brünn        | Félix Porteiro    | Félix Porteiro    | Jörg Müller       | Alessandro Zanardi |
| 9 & 10  | 17. Juni      | Tschechien     | Brünn        | Félix Porteiro    | Jörg Müller       | Augusto Farfus    | Félix Porteiro     |
| 11 & 12 | 8. Juli       | Portugal       | Porto        | Alain Menu        | Alain Menu        | Robert Huff       | Nicola Larini      |
| 11 & 12 | 8. Juli       | Portugal       | Porto        | Alain Menu        | Andy Priaulx      | Jörg Müller       | Alain Menu         |
| 13 & 14 | 29. Juli      | Schweden       | Anderstorp   | Tiago Monteiro    | Robert Huff       | Tiago Monteiro    | James Thompson     |
| 13 & 14 | 29. Juli      | Schweden       | Anderstorp   | Tiago Monteiro    | Rickard Rydell    | Nicola Larini     | Alain Menu         |
| 15 & 16 | 26. August    | Deutschland    | Oschersleben | Gabriele Tarquini | Yvan Muller       | Gabriele Tarquini | James Thompson     |
| 15 & 16 | 26. August    | Deutschland    | Oschersleben | Gabriele Tarquini | Augusto Farfus    | Andy Priaulx      | Jordi Gené         |
| 17 & 18 | 23. September | Großbritannien | Brands Hatch | Alain Menu        | Alain Menu        | James Thompson    | Colin Turkington   |
| 17 & 18 | 23. September | Großbritannien | Brands Hatch | Alain Menu        | Andy Priaulx      | Félix Porteiro    | Robert Huff        |
| 19 & 20 | 7. Oktober    | Italien        | Monza        | Yvan Muller       | Yvan Muller       | Jordi Gene        | James Thompson     |
| 19 & 20 | 7. Oktober    | Italien        | Monza        | Yvan Muller       | Jordi Gene        | Nicola Larini     | James Thompson     |
| 21 & 22 | 18. November  | Macau          | Macao        | Alain Menu        | Alain Menu        | Gabriele Tarquini | Robert Huff        |
| 21 & 22 | 18. November  | Macau          | Macao        | Alain Menu        | Andy Priaulx      | Nicola Larini     | James Thompson     |

## Punktestand

### Fahrer
| Pl. | Fahrer         | Punkte |
| --- | -------------- | ------ |
| 1.  | Andy Priaulx   | 92     |
| 2.  | Yvan Muller    | 81     |
| 3.  | James Thompson | 79     |
| 4.  | Augusto Farfus | 71     |
| 5.  | Nicola Larini  | 71     |
| 6.  | Alain Menu     | 69     |
| 7.  | Jörg Müller    | 66     |

| Pl. | Fahrer            | Punkte |
| --- | ----------------- | ------ |
| 8.  | Gabriele Tarquini | 62     |
| 9.  | Robert Huff       | 57     |
| 10. | Jordi Gené        | 55     |
| 11. | Tiago Monteiro    | 38     |
| 12. | Félix Porteiro    | 32     |
| 13. | Tom Coronel       | 29     |
| 14. | Luca Rangoni      | 15     |

| Pl. | Fahrer               | Punkte |
| --- | -------------------- | ------ |
| 15. | Alessandro Zanardi   | 14     |
| 16. | Rickard Rydell       | 13     |
| 17. | Roberto Colciago     | 5      |
| 18. | Michel Jourdain jr.  | 3      |
|     | Pierre-Yves Corthals | 3      |
| 20. | Fredrik Ekblom       | 1      |
|     | Sergio Hernández     | 1      |

### Marken
| Pl. | Team       | Punkte |
| --- | ---------- | ------ |
| 1.  | BMW        | 237    |
| 2.  | Seat       | 227    |
| 3.  | Chevrolet  | 194    |
| 4.  | Alfa Romeo | 111    |